# Collisioni (singolo)
Collisioni è un singolo della cantante italiana Bianca  Atzei in collaborazione con il cantautore Virginio, pubblicato l'8 aprile 2022 come quarto estratto dall'album Veronica.

## Video musicale
Nello stesso giorno è stato pubblicato il video musicale.